# Ecnomus tipis
Ecnomus tipis is een schietmot uit de familie Ecnomidae. De soort komt voor in het Oriëntaals gebied.